# Anachis penicillata
Anachis penicillata är en snäckart som beskrevs av Carpenter 1865. Anachis penicillata ingår i släktet Anachis och familjen Columbellidae. Inga underarter finns listade i Catalogue of Life.